# کرم کابوس
کرم کابوس (نام علمی: Hallucigenia) نام یک سرده از لخته‌پایان است. این جانور بین ۵۴۲ میلیون تا ۴۸۸ میلیون سال پیش، در دوره‌ی کامبرین، می‌زیست.
وقتی در دهه‌ی ۱۹۷۰ کرم کابوس را برای نخستین بار مطالعه می‌کردند، بازآفرینی‌ها نشان دادند که این جانور روی جفت «پا»هایی محکم و عصا مانند راه می‌رفته و یک ردیف زائده‌ی گوشتی روی پشتش داشته‌است. تا پیش از آن، هیچ نمونه‌ای از این جانور کشف نشده بود. اما یافته‌های بعدی نشان دادند که در بازآفرینی‌های ابتدایی، این جانور در واقع وارونه ترسیم شده‌است. کرم کابوس بدنی دراز با «سر»ی مدوّر در یک طرف و دمی دراز و گوشتی در طرف دیگر داشت. کرم کابوس، با پاهایی گوشتی زیر بدنش، نوعی کرم مخملی به‌نظر می‌رسد که خویشاوندان زنده‌اش امروز هم در اقیانوس‌ها وجود دارند. در قسمت بالای بدن این جانور هفت جفت تیغ نامنعطف تیز و مجموعه‌ای از زائده‌های کوچک نزدیک دمش دیده می‌شدند.